# Orquestra do Hollywood Bowl
A Orquestra do Hollywood Bowl é uma orquestra sinfônica que é gerenciada pela Associação Filarmônica de Los Angeles, suas performances aconteceram quase exclusivamente no Hollywood Bowl.
John Mauceri comandou a orquestra desde sua fundação, em 1990 até 2006. Durante esse período, ele foi o maestro residente, maestro e diretor musical. Atualmente ele leva o título de Diretor Fundador . Em março de 2008, Thomas Wilkins foi nomeado o Maestro Convidado Residente da orquestra, com um contrato inicial de dois anos.
A orquestra conta com um número de músicos que vai de 80 até 100, vindos de todo o Sul da California, muitos apresentam-se regularmente em estúdios cinematográficos, orquestras regionais ou organizações de entretenimento. A Orquestra do Hollywood Bowl não é composta unicamente por músicos da Filarmônica de Los Angeles. Esse é um contraste notável com a Orquestra Pops de Boston que está ligada diretamente a Orquestra Sinfônica de Boston ou com a Orquestra Pops de Cincinnati, que é simplesmente a Orquestra Sinfônica de Cincinnati tocando, com outro nome.

## História
Desde 1922 orquestras apresentam-se regularmente no Bowl. Em 1927 uma Orquestra do Hollywood Bowl foi fundada pelo maestro Eugene Goossens. A orquestra fez uma série de gravações em 1928.
A primeira encarnação de uma orquestra permanente aconteceu em 1948 como Orquestra Sinfônica de Hollywood Bowl, sob a direção do mundialmente renomado Leopold Stokowski. Eles tiveram um grande número de gravações, como Música de George Gershwin, com Felix Slatkin conduzindo e Leonard Pennario como piano solista, ou o Concerto para Piano Nº1 de Pyotr Ilyich Tchaikovsky, com Vladimir Horowitz como solista e William Steinberg conduzindo.
Em 17 de Outubro de 1990, a administração da Associação Filarmônica de Los Angeles, conduzido por Ernest Fleischmann conduziram uma conferência de imprensa para anunciar a formação de uma nova orquestra chamada Orquestra de Hollywood Bowl.

### John Mauceri
O primeiro concerto público da orquestra foi no Dia da Independência, em 1991, em Hollywood Bowl, com Mauceri conduzindo e Bruce Hubbard (barítono) como solista. O programa era composto por trabalhos de Aaron Copland, Leonard Bernstein, John Williams, George Gershwin e Jerome Kern. 
Com Mauceri no comando, a orquestra teve um vasto repertório, indo de musicais da Broadway até obras eruditas, incluindo performances de óperas completas. Mauceri conduziu com frequência obras clássicas e contemporâneas. Ele foi o responsável por trazer a, então esquecida, Fanfarra para o Hollywood Bowl, de Arnold Schoenberg. Uma marca de Mauceri, era que ele, no começo de todo o concerto falava "I'm John Mauceri and this is the Hollywood Bowl Orchestra!" (Eu sou John Mauceri e essa é a Orquestra de Hollywood Bowl).
Ele fez 13 gravações e turnês, como concertos de ano novo em dezembro de 1991, 1993, 1995 e 1997 no Japão, e em Novembro de 1996 concertos no Brasil.
Se apresentaram com a orquestra, artistas renomados mundialmente, como Kathleen Battle, Plácido Domingo, Jane Eaglen, Marilyn Horne, Alexander Frey, Jennifer Larmore, Sylvia McNair, Andrea Bocelli, Gil Shaham, Stephen Hough, Luciano Pavarotti e o Balé de São Francisco.